# 王恵風
王 恵風（おう けいふう、生年不詳 - 311年）は、西晋の愍懐太子司馬遹の妻（生別した）。恵風は字である。

## 生涯
琅邪王氏の一族。太尉の王衍の次女。兄弟に王玄がいる。
恵帝の皇后賈南風は4人の女子を生んだが男子はいなかったので、やむなく庶出子の司馬遹の立太子を認めた。しかし司馬遹は父帝に代わって権力を牛耳る嫡母の賈皇后を嫌っており、賈皇后もまた司馬遹を嫌った。司馬遹は賈午（賈皇后の妹）の娘との結婚を望んだが、賈午に拒絶された。その後、賈皇后の紹介により、司馬遹は美女と名高い王景風（王衍の長女）と婚約したが、賈謐（賈皇后の甥）も王景風に求婚した。結局、賈皇后の取り仕切りで賈謐が王景風をめとった。容姿は凡庸であった王恵風が姉の代わりに司馬遹と結婚し、太子妃となった。司馬遹は腹を立て、妻を軽んじ、側室の蔣俊を寵愛した。
元康9年12月（西暦で300年）、司馬遹は無実の謀逆罪を着せられ、庶人に落とされた。王衍は急いで恵風を司馬遹と離婚させた。恵風は大声で泣き続けて家へ戻った。その後、司馬遹は恵風に手紙を書き、冤罪を訴えた。永康元年（300年）3月、司馬遹は賈皇后の命で殺害された。太子殺害をきっかけに八王の乱が始まり、次いで永嘉の乱も起こり、賈皇后もその渦中で殺害された。
永嘉5年（311年）、匈奴系の漢（後の前趙）の皇族の劉曜が洛陽を陥とした。恵風は捕らえられ、部将の喬属に妻として下賜された。恵風は剣を抜いて「私は名門琅邪王氏である太尉の娘で、皇太子の妻である。汚れた逆賊の辱めは受けない」と叫んだため、逆上した喬属によって殺害された。
恵風は東晋の朝廷によって、貞定妃と諡された。

## 参考資料
- 『晋書』列女伝 王恵風伝
- 『晋書』愍懐太子伝